# Wohnhaus Schnoor 18
Das Wohnhaus Schnoor 18 befindet sich in Bremen, Stadtteil Mitte im  Schnoorviertel, Schnoor 18. Es entstand 1776/1800. 
Das Gebäude steht seit 1973 unter Bremer Denkmalschutz.

## Geschichte
Die ursprüngliche Bevölkerung des Schnoors bestand überwiegend aus Flussfischern und Schiffern. In der Epoche des Klassizismus und des Historismus entstanden von um 1800 bis 1890 die meisten oft kleinen Gebäude. Im weiteren Verlauf wurde es zum Arme-Leute-Viertel, das in weiten Bereichen verfiel – vor allem nach dem Zweiten Weltkrieg.
1959 wurde von der Stadt ein Ortsstatut zum Schutz der erhaltenswerten Bausubstanz beschlossen. Die Häuser wurden dokumentiert und viele seit den 1970er Jahren unter Denkmalschutz gestellt. Ab den 1960er Jahren fanden mit Unterstützung der Stadt Sanierungen, Lückenschließungen und Umbauten im Schnoor statt.
Das zweigeschossige, verputzte Giebelhaus mit einem Satteldach, der horizontalen Gliederung und einer stark betonten Giebelspitze mit einer Wetterfahne wurde 1776 in der Epoche des Barocks gebaut und 1800, in der Zeit des Klassizismus, umgebaut. Hier wohnte u. a. 1856/60 ein Knochenhauer und 1904 ein Tischler. Das Haus wurde saniert.

Heute (2018) wird das Haus durch einen Lade (noep screen & photo design) und zum Wohnen genutzt.
Der niederdeutsche Straßenname Schnoor (Snoor) bedeutet Schnur: Hier stehen die Häuser wie an einer Schnur aufgereiht. Der Name kam aber durch das Schiffshandwerk und der Herstellung von Seilen und Taue (= Schnur).